# Stretto di Myeongnyang

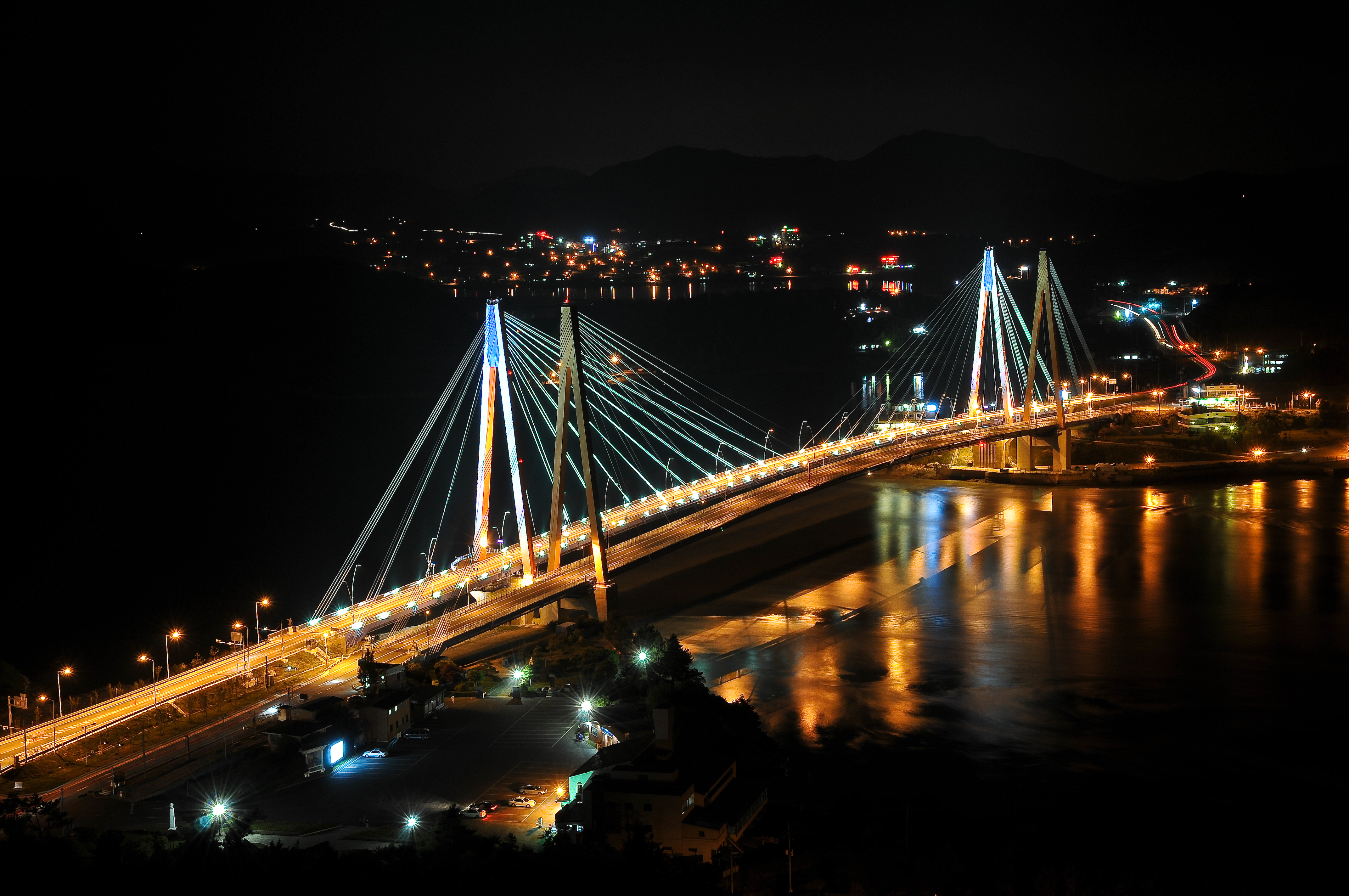
Il ponte sospeso di Jindo

Lo stretto di Myeongnyang (in passato anche come Uldomolk, cioè urlante o ruggente) è situato sulla punta sudoccidentale della Corea del Sud e separa l'isola di Jindo dalla terraferma continentale. Lo stretto separa anche il distretto amministrativo della contea di Haenam (nella parte continentale) dalla contea di Jindo.
Nel suo punto più stretto ha una larghezza di 293 m ed è attraversato dal ponte di Jindo, il più lungo ponte sospeso della Corea del Sud.
Le imponenti maree che percorrono questo braccio di mare, particolarmente rumorose in primavera, hanno fatto sì che all'epoca di Yi Sun Sin fosse noto con il nome di Uldolmok, cioè stretto urlante o ruggente. 

## Aspetti storici
Lo stretto è stato più volte sede di importanti eventi nella storia coreana. Nel 1271 permise ai membri della ribellione Sambyeolcho di sfuggire alle forze avversarie e di trovare rifugio. Nel 1597, nel corso delle invasioni giapponesi della Corea, l'ammiraglio coreano Yi Sun Sin ottenne una decisiva vittoria contro la soverchiante flotta giapponese nel corso della battaglia di Myeongnyang. Per questo sulla costa è stato eretto il memoriale di Yi Sun Sin, eroe nazionale sud coreano.